# Heilige Familie und St. Stephanus (Wehrden)
Die katholische Pfarrkirche Heilige Familie und St. Stephanus ist ein denkmalgeschütztes Kirchengebäude in Wehrden, einem Ortsteil der Stadt Beverungen im Kreis Höxter (Nordrhein-Westfalen). Sie gehört zur Pfarrgemeinde Heiligste Dreifaltigkeit Beverungen im Erzbistum Paderborn.

## Geschichte
Der schlichte, dreijochige Saal wurde 1698 von Ambrosius von Oelde errichtet. Der Turm ist in den Westbau, eingezogen. Der Saal öffnet sich einem Chor mit 5/8-Schluss. Die Säulenportale sind mit Wappenaufsätzen geschmückt.  Der Altar und die Kanzel, jeweils aus Holz, stammen aus der Erbauungszeit der Kirche. Das Vesperbild aus Holz wurde im 17. Jahrhundert angefertigt.
Nördlich der Kirche liegt der Gutshof und das Schloss Wehrden.

## Ausstattung

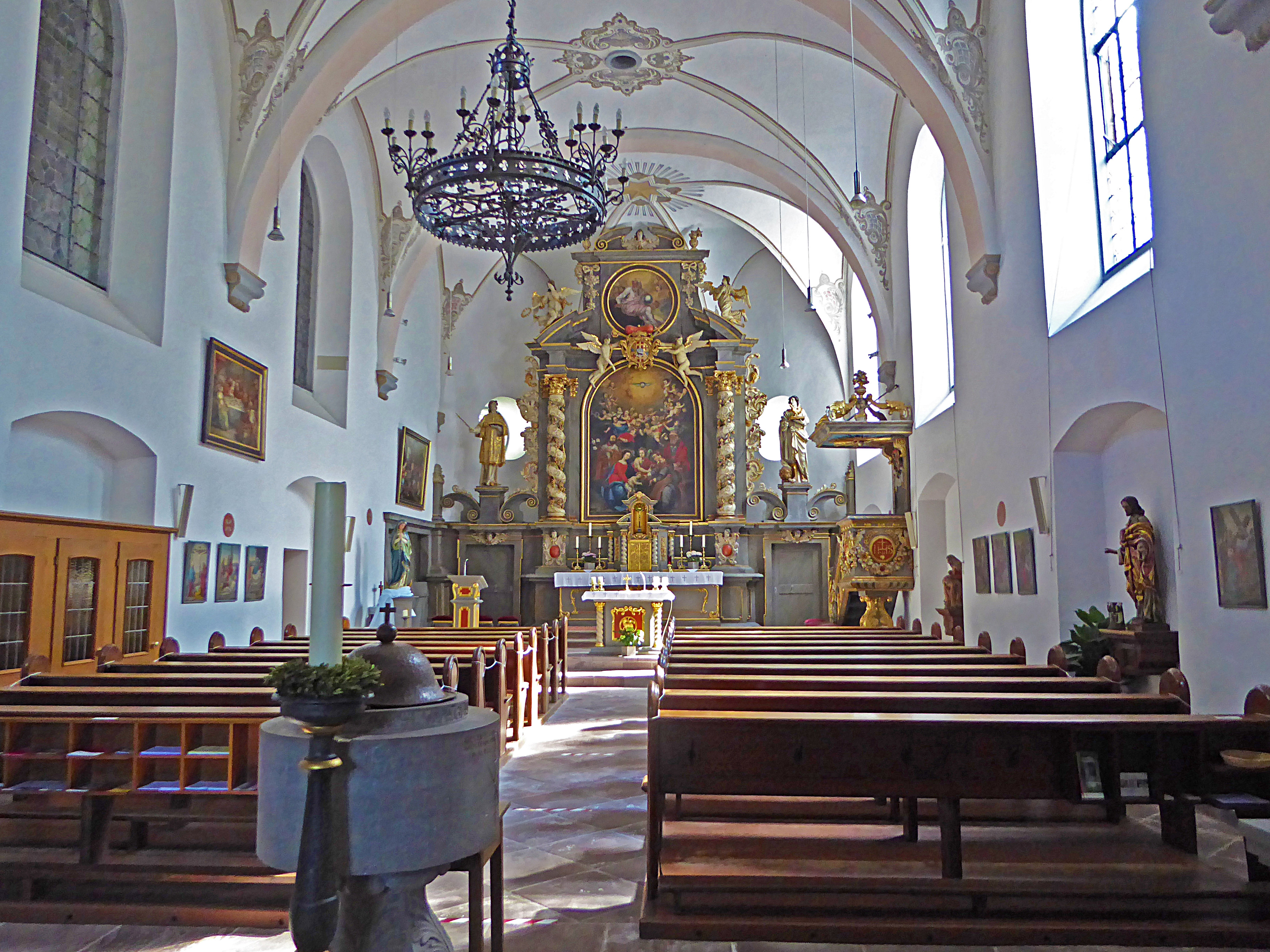
Innenansicht der Kirche in Wehrden (Weser)

- Der Hochaltar stammt von den Paderborner Bildhauer Heinrich Gröne
- Das Altarbild mit der Darstellung der Heiligen Familie soll von Johann Georg Rudolphi gemalt worden sein
- Auch die Kanzel ist von Heinrich Gröne
- Die Bleiglasfenster in Grisaillemalerei sind mit den Wappen von Angehörigen der fürstbischöflichen Familie verziert.
- Zwei barocke Säulenportale sind mit Wappenaufsätzen gekrönt und mit Maskaronen versehen.
- Die Familie Wolff-Metternich ließ 1853 an der Nordseite einen kleinen Familienfriedhof anlegen.[3]